# Turzysk (stacja kolejowa)
Turzysk (ukr. Турійськ, ros. Турийск) – stacja kolejowa w miejscowości Turzysk, w rejonie kowelskim, w obwodzie wołyńskim, na Ukrainie. Leży na linii Lwów – Sapieżanka – Kowel.
Stacja istniała przed II wojną światową.